# Kolonia Różaniecka
Kolonia Różaniecka [pronunciación en polaco: /kɔˈlɔɲUn ruʐunˈɲet͡ska/] es un pueblo en el distrito administrativo de Gmina Tarnogród, dentro de Condado de Biłgoraj, Voivodato de Lublin, en Polonia oriental. Se encuentra aproximadamente a 11 kilómetros al sureste de Tarnogród, a 28 kilómetros al sur de Biłgoraj, y a 106 kilómetros al sur de la capital regional Lublin.